# Oglađenovac
Oglađenovac (serbisches-kyrillisch: Оглађеновац) ist ein Dorf im Westen Serbiens.

## Geographie
Oglađenovac liegt an beiden Ufern des Flusses Ub. Im Gegensatz zu vielen Dörfern der Umgebung, liegt das Dorf kaum auf Hügeln oder Hängen der umgebenden Berge, sondern im Flusstal, um die kleineren Dorfbäche, Dorfflüsschen und den Ub verteilt.
Das kalksteinreiche Land um das Dorf ist hügelig und die Ausläufer der Gebirge Vlašić und Jautina reichen bis zum Dorf. Die Ausläufer sind von mittlerer Höhe und bestehen aus steilen und bewaldeten Hügellandschaften. Einer der Ausläuferhänge heißt Brazda auf dem einer der vier Dorfweiler sich befindet, dieser Hang trennt die Flussläufe der Kamenica und der Oglađenovačka Reka.

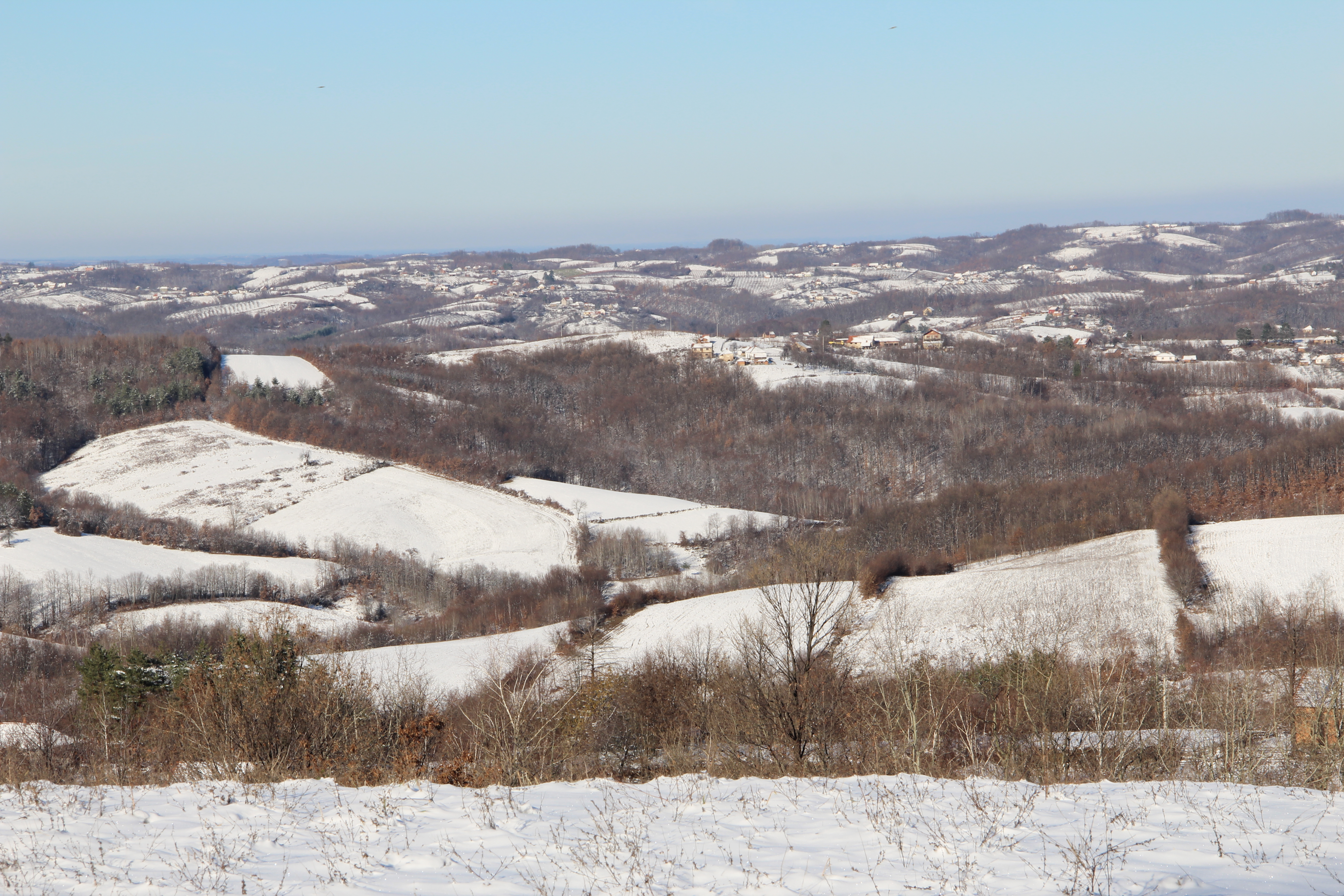
Blick auf die winterliche Umgebung von Oglađenovac

Der Ort ist reich an Bächen und Quellen, besonders der zentrale und nördliche Teil des Dorfgebietes. Viele der kleinen Bäche vertrocknen im Sommer. Die wichtigsten Quellen und Bäche sind: Stublina, Izvorac, Česma, Aškovića Bunar und Jankovića Bunar.
Im Ort gibt es auch eine Mineralwasserquelle, welche heilende Effekte auf die Haut, die Galle und bei Knochenschmerzen haben soll, eine touristische oder wirtschaftliche Nutzung der Quelle ist jedoch erst im Anfangsstadium. Damit gehört Oglađenovac zu einem der wenigen Orten in ganz Serbien, welche über eine Mineralwasserquelle verfügen.
Die kleinen Bäche fließen oft in der Nähe des Flusses Ub, der vom Nachbardorf Miličinica aus kommend das Dorf im Norden durchfließt. Weitere größere Fließgewässer sind das Flüsschen Oglađenovačka Reka, die unterhalb des Gebirges Divljan beim Dorf Gornja Bukovica entspringt und in diesem Dorf in den Ub mündet. Und der Jaućanski Potok, der den Dorfweiler Erakovići durchfließt und in die Oglađenovačka Reka mündet. Auch das Flüsschen Kamenica fließt in der Nähe des Ortes weiter.
Für die Landwirtschaft und Viehzucht gut geeignete Gebiete im Ort befinden sich um die Häuser und um die Flussläufe des Ub und der Oglađenovačka Reka, wo sich auch die besten Dorfweiden befinden. Auf den Hängen der Ausläufer des Vlašić befinden sich ebenfalls Dorfweiden und Dorfwiesen, während die Ausläufer der Jautina bewaldet sind. Die trockene, flachgestellte Erde im Ort ist wenig ertragreich, erst nach mehreren bestellen, ergibt sich eine angemessene Ernte. Im Dorf gedeihen viele Obstarten und auch Weinanbau lässt sich gut betreiben.

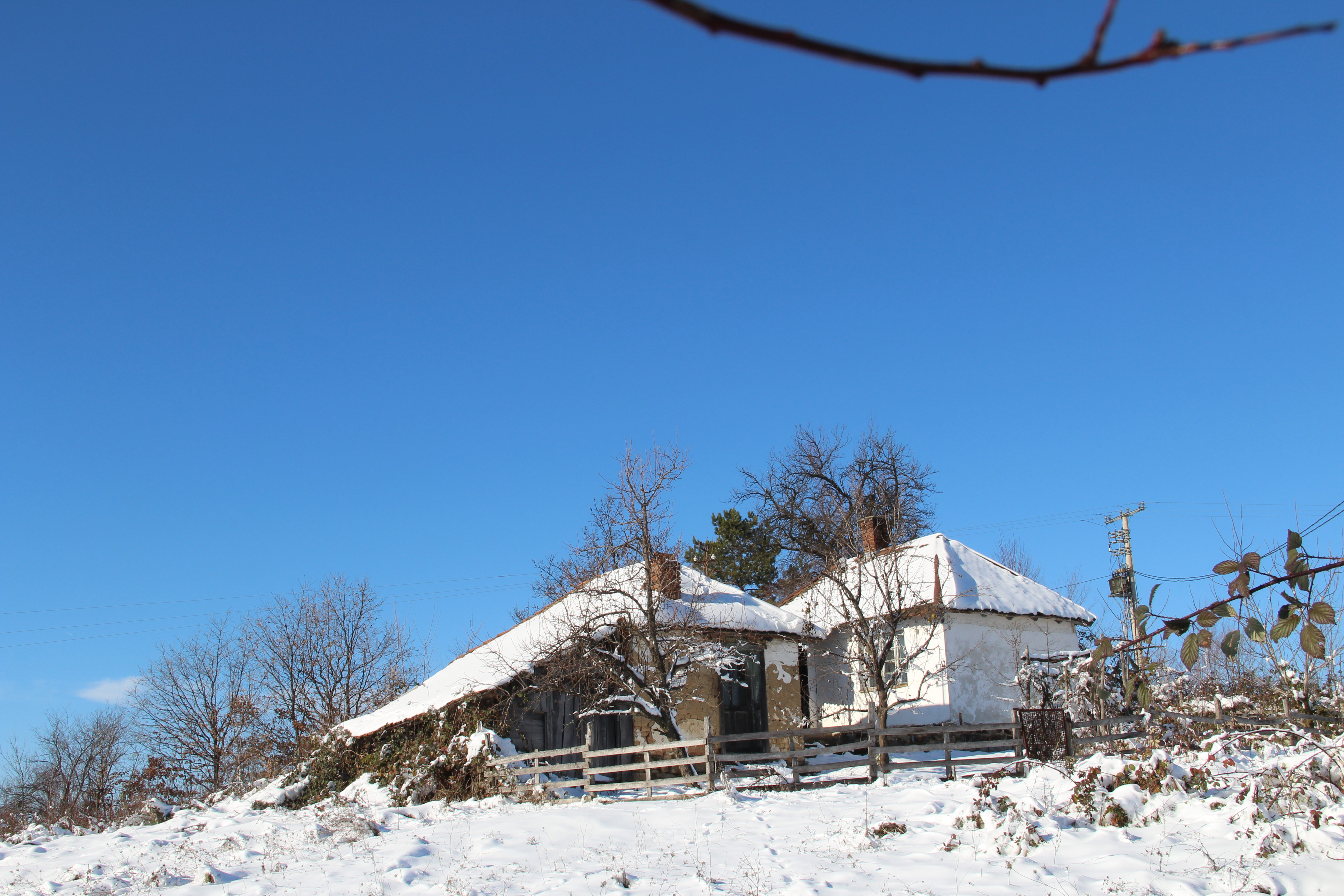
Altes Gehöft im Dorf

Größte Ressource im Dorf ist aber das Holz. Über 50 % der Dorffläche ist bewaldet. Es wachsen vor allem Laubbäume im Ort. Die Einwohner verkaufen das Holz und benutzen es für den Eigenbedarf.
Oglađenovac ist vom Typus eine Streusiedlung, bestehend heute aus vier Weilern. Früher gehörte das heute eigenständige Dorf Vlaščić, als fünfter Weiler ebenfalls zum Ort. Vlaščić liegt am linken Flussufer des Ub.
Die Weiler liegen um die Quellen und Bäche verstreut, je nach Lage näher und weiter voneinander entfernt. Die vier Weiler liegen auf der rechten Uferseite des Flusses Ub in den Ausläufern der Jautina. Die Weiler heißen: Erakovići, Bražđani, Dubljani und Keseri.
Das Dorf liegt in der Opština Valjevo, im Okrug Kolubara in Westzentralserbien in der westlichen Podgorina, einer historischen Region. Oglađenovac befindet sich circa 30 km nordwestlich der Gemeindehauptstadt Valjevo entfernt.

## Bevölkerung
Oglađenovac hatte bei der Volkszählung 2011 488 Einwohner, während es 2002 noch 636 Einwohner waren. Nach den letzten drei Bevölkerungsstatistiken fällt die Einwohnerzahl weiter. Die Bevölkerung setzt sich aus orthodoxen Serben zusammen. Das Dorf besteht aus 229 Haushalten.

### Demographie
| Jahr | Einwohnerzahl |
| ---- | ------------- |
| 1948 | 1444          |
| 1953 | 1430          |
| 1961 | 1333          |
| 1971 | 1131          |
| 1981 | 982           |
| 1991 | 826           |
| 2002 | 636           |
| 2011 | 488           |

## Geschichte
Das Dorf Oglađenovac ist ein altes Dorf. Der alte Name des Dorfes ist Glaćinovac. Aus dem Archiv der Eparchie Valjevo ist zu entnehmen, das im Jahre 1735 im Dorf 20 Häuser existierten. Das heute eigenständige Dorf Vlaščić gilt als ältester Teil des Dorfes Oglađenovac.

## Dorfname
Das Dorf bekam seinen heutigen Namen laut der Volkslegende, als vor über 300 Jahren ein großer Pestausbruch das Dorf traf und fast alle Einwohner des Dorfes starben.
Das Dorf war danach ausgehungert bzw. ausgerottet, was die ungefähre Übersetzung des Namens Oglađenovac ist. Zunächst hieß das Dorf Oglađen und der Name wurde mit der Zeit zum heutigen Oglađenovac geändert.

### Namen der Dorfweiler
Die vier heutigen Dorfweiler leiten ihre Namen von der Lokalität wo diese stehen und einigen alten Familien die bis heute im Ort leben, ab.
Der Weiler Bražđani leitet seinen Namen vom Hang Brazda ab, auf dessen Abhängen er sich befindet, eingerahmt von kleineren Bächen.
Der Weiler Dubljani leitet seinen Namen von dem Feld Dubljem ab, auf dessen er steht, das Feld gilt als schönstes und breitestes Feld des Ortes und liegt unterhalb des Gebirges Divljan und den Bukovački Visovi.
Die Weiler Erakovići und Keseri leiten ihre Namen von den Familiennamen Eraković und Keser ab.

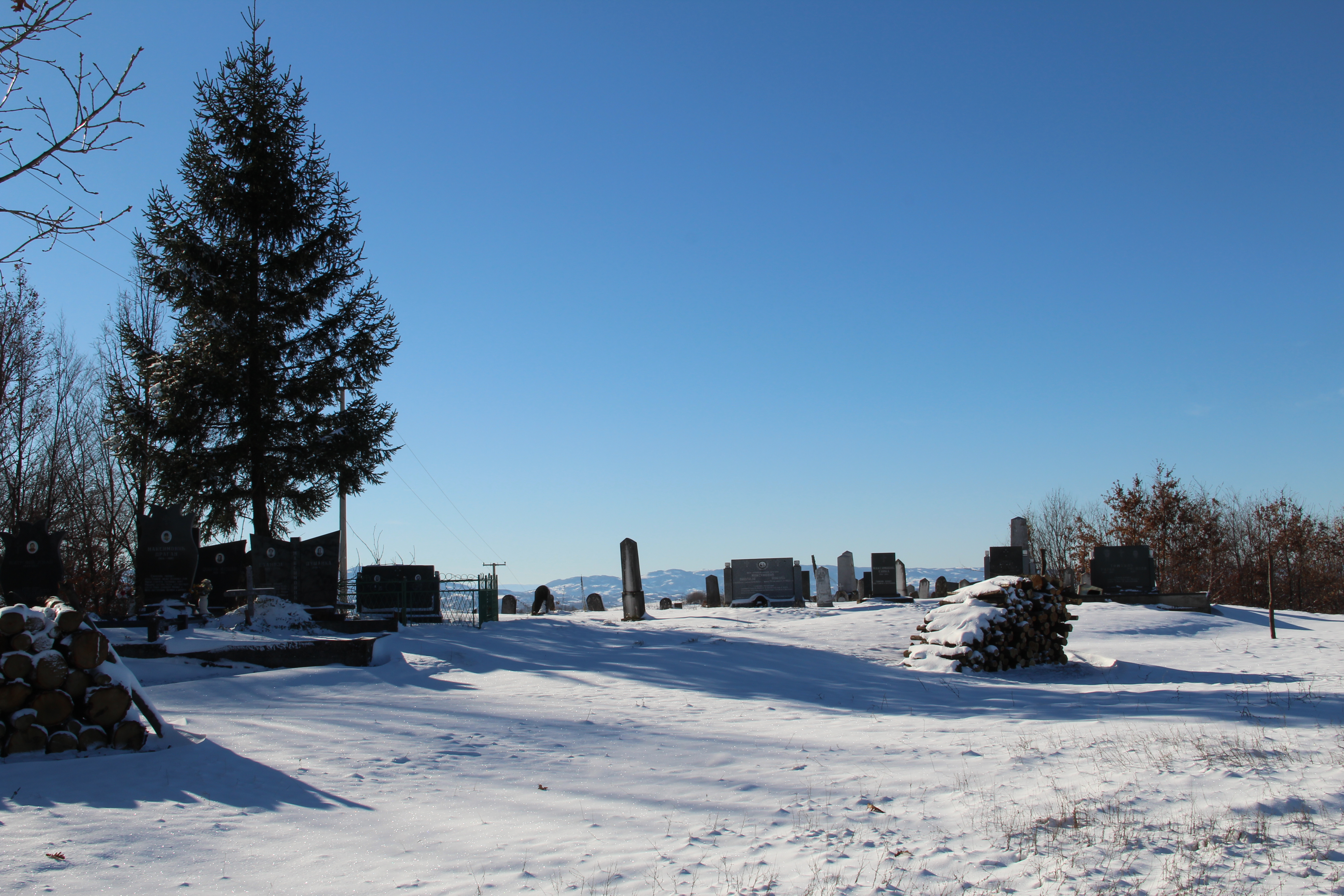
Blick auf einen der Serbisch-orthodoxen Dorffriedhöfe im Winter

## Religion
Die Bevölkerung des Ortes bekennt sich zur Serbisch-orthodoxen Kirche. In Oglađenovac steht die Serbisch-orthodoxe Pfarreikirche Hl. Großmärtyrer Georg, geweiht dem Hl. Großmärtyrer Georg aus den 1930er Jahren.
Die Kirche und das Pfarreihaus gehören zur Pfarrei Oglađenovac im Dekanat Podgorina der Eparchie Valjevo der Serbisch-orthodoxen Kirche. Derzeitiger Priester ist Grozdan Gajić.
Neben Oglađenovac gehören zur Pfarrei (Kirchengemeinde) auch kleinere Teile der Nachbardörfer: Gola Glava, Osladić und Družetić. Die Pfarrei ist die kleinste Pfarrei der gesamten Eparchie Valjevo und im Pfarrgebiet leben um die 1000 Menschen.
Das Dorf besitzt vier kleine Serbisch-orthodoxe Friedhöfe, jeweils für einen Weiler.

## Infrastruktur
Im Ort gibt es auch eine Grundschule und eine Post. Oglađenovac ist Sitz einer Mesna zajednica (MZ), einer lokalen Gemeinschaft.

## Sport
Oglađenovac besaß bis in die 1960er Jahre den Fußballclub FK Borac Oglađenovac, als dieser aufgelöst wurde. Erst 1999, nach 30-jähriger Pause bekam der Ort einen neuen Fußballclub, den heutigen FK Mali Korak.
2002 wurde ein kleines Sportstadion im Dorf eröffnet und unter die Verwaltung der Serbisch-orthodoxen Kirche gestellt. Der Fußballclub spielt in der Heimliga der Stadt Valjevo.

## Tucijada
Im frühen 20. Jahrhundert hielt man im Ort beider Mineralwasserquelle an Ostern jährlich ein Wettbewerb in Ostereierschlagen ab. Was nach dem Zweiten Weltkrieg aufhörte.
Seit 1997 organisiert die Kirchengemeinde alljährlich, die von ihr Tucijada getaufte Veranstaltung, aufs Neue. Erst wird in der Kirche die Heilige Liturgie gefeiert. Danach feiern die Gläubigen zu Hause das Osterfest. Nachmittags wird sich vor der Kirche getroffen, wo die Veranstaltungsdisziplinen aufgeführt werden. Neben dem Ostereierschlagen gibt es auch andere Disziplinen wie Tauziehen, Eierlauf und das schönst bemalte Osterei und ein reiches Kulturprogramm.
Inzwischen ist diese in ganz Serbien bekannt geworden und es kommt eine größere Besucherzahl ins Dorf.

## Belege
- Infos zur Kirche auf der Seite der Eparchie Valjevo, (serbisch)
- Artikel über das Dorf auf der Seite poreklo.rs, (serbisch)
- Informationen über das Dorf auf der Seite Mali Korak, (serbisch)
- Knjiga 9, Stanovništvo, uporedni pregled broja stanovnika 1948, 1953, 1961, 1971, 1981, 1991, 2002, podaci po naseljima, Republički zavod za statistiku, Beograd, maj 2004, ISBN 86-84433-14-9
- Knjiga 1, Stanovništvo, nacionalna ili etnička pripadnost, podaci po naseljima, Republički zavod za statistiku, Beograd, Februar 2003, ISBN 86-84433-00-9
- Knjiga 2, Stanovništvo, pol i starost, podaci po naseljima, Republički zavod za statistiku, Beograd, Februar 2003, ISBN 86-84433-01-7